# Ossago Lodigiano
Ossago Lodigiano (lombardul: Usàgh) település Olaszországban, Lombardia régióban, Lodi megyében. Lakosainak száma 1399 fő (2023. január 1.). Ossago Lodigiano Brembio, Mairago, Massalengo, San Martino in Strada, Villanova del Sillaro, Cavenago d’Adda és Borghetto Lodigiano községekkel határos.

## Népesség
A település lakossága az elmúlt években az alábbi módon változott:
| Lakosok száma | 1430 | 1416 | 1399 |
|               | 2017 | 2018 | 2023 |